# Castillo de Arrés
El castillo de Arrés es una fortaleza medieval situada en la localidad de Arrés, dentro del término municipal de Bailo en la provincia de Huesca (Aragón, España).

## Historia
Situada en el Camino de Santiago, esta fortificación fue construida en el siglo XV y abandonada en el XVI.

## Descripción
Se trata de una fortaleza de estilo gótico-militar, construida a base de sólidos sillares y madera. El castillo cuenta con una gran torre de defensa que mide cerca de 10 metros de altura y tiene saeteras en su interior, unida a la iglesia parroquial mediante un lienzo de la antigua muralla.

## Conservación
A pesar de estar declarado como Bien de Interés Cultural en virtud de la Disposición Adicional Segunda de la Ley 3/1999 de 10 de marzo del patrimonio Cultural Aragonés, su estado de ruina y total abandono pone en riesgo su integridad.